# Битка код Мауропотама
Битка код Мауропотама вођена је 844. године између Византијског царства са једне и Абасидског калифата са друге стране. Битка је део Византијско-арапских ратова, а завршена је победом муслимана.

## Битка
Након завршетка сукоба око поштовања икона, Византија је могла да настави рат са својим главним непријатељем, Арапима. Византијска војска, предвођена Теоктистом, кренула је у напад на муслимане. Ова кампања се не спомиње у арапским изворима. Византинци су доживели тежак пораз код Мауропотама (Црна река). Локација битке је спорна, неки верују да је Црна река притока Сакарје у Витинији или Кизила у Кападокији. Након ове битке, многи византијски официри су пребегли на арапску страну. Теоктист се вратио у Цариград где је окривљен за недавне поразе и прогнан из града.